# Волнистый
Волни́стый — мыс на севере Чукотского полуострова. Относится к Чукотскому району Чукотского автономного округа России.
Представляет собой невысокий скалистый обрыв на арктическом побережье Чукотского моря, в 10 км юго-восточнее устья реки Чегитун.
На берегах мыса гнездятся берингов баклан, бургомистр, кайра, моёвка, тихоокеанский чистик.